# Astragalus straturensis
Astragalus straturensis är en ärtväxtart som beskrevs av Marcus Eugene Jones. Astragalus straturensis ingår i släktet vedlar, och familjen ärtväxter. Inga underarter finns listade i Catalogue of Life.